# Acilio Glabrione Sibidio Spedio
Acilio Glabrione Sibidio Spedio (in latino: Acilius Glabrio Sibidius Spedius; fl. IV secolo) è stato un politico romano.

## Biografia
Senatore di una famiglia di rilievo, la gens Anicia, padre di Anicio Acilio Glabrione Fausto, fu consularis Campaniae, vicarius per Gallias e sacri auditorii cognitori.